# Bronisław Knaster

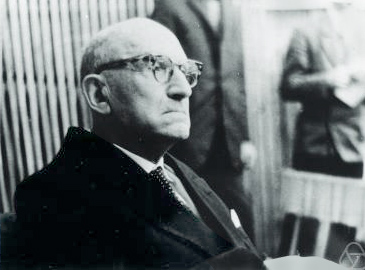
Bronisław Knaster

Bronisław Knaster (1893 – 1980) was een Poolse wiskundige; Vanaf 1939 was hij hoogleraar in Lwów, vanaf 1945 aan de Universiteit van Wrocław. 
Knaster promoveerde in 1925 aan de Universiteit van Parijs, onder toezicht van Stefan Mazurkiewicz. 
Hij werkte op het gebied van de topologie en de verzamelingenleer. Misschien het best bekendstaat hij voor ontdekking van de pseudo-boog, het eerste voorbeeld van een erfelijk onontleedbare continuüm en het Knaster-continuüm of emmer-handvat continuüm. 
In 1963 ontving hij een Nagroda państwowa (Nationale prijs) en een diploma. Hij stond bekend om zijn gevoel voor humor. Hij organiseerde bijeenkomsten van wiskundigen die knasteria werden genoemd naar de geschiedenis van deze discipline in Polen.